# Pietro Arca
Pietro Arca (Sorradile, 16 maggio 1947) è un politico italiano.

## Biografia
Storico esponente della Democrazia Cristiana in Sardegna, venne eletto consigliere comunale a Sorradile nel 1970, rimanendovi fino al 1980, e in seguito fu segretario provinciale DC di Oristano dal 1981 al 1983. Trasferitosi nel capoluogo, venne eletto al consiglio comunale e ricoprì l'incarico di assessore ai lavori pubblici dal 1985 al 1987.
Fu sindaco di Oristano dal luglio 1990 all'ottobre 1993, ultimo sindaco democristiano e ultimo amministratore prima dell'elezione diretta dei sindaci.
Dopo cinque anni (dal 1989 al 1994) in Consiglio regionale della Sardegna e dopo avere aderito al Partito Popolare Italiano in seguito alla dissoluzione della DC, venne di nuovo eletto consigliere comunale a Oristano nel 1998. Alle amministrative del 2002 si candidò a sindaco nella lista di Forza Italia, senza però riuscire ad accedere al ballottaggio, ma risultando eletto consigliere. Venne riconfermato al consiglio comunale alla tornata successiva del 2007, questa volta per La Margherita.
Nel giugno 2009 fu eletto sindaco del suo paese, Sorradile, come indipendente, sostenuto da una lista civica. Venne riconfermato per altri due mandati nel 2014 e nel 2019.